# 다세계 해석
양자역학에서 다세계 해석(多世界解釋, 영어: many-worlds interpretation)은 양자역학에서 나타나는 여러 역설적인 상황을 해결하기 위해 개발된 양자역학의 해석이다. 다세계 해석에 따르면, 파동 함수 붕괴가 실재하지 않고, 대신 모든 사건에 대해 가능한 모든 결과들이 양자 결풀림이라는 현상을 통해 각자의 "역사" 혹은 "세계"에 실재한다. 지지자들에 따르면, 이 해석은 양자역학의 결정론적 방정식으로부터 어떻게 비결정론적 관측이 도출되는지를 설명한다.

## 역사
다세계 해석은 휴 에버렛 3세가 1957년에 '상대적 상태'의 개념을 창안해내면서 나타났고, 이는 이후 브라이스 디윗이 60년대와 70년대에 '다세계'로 이름을 바꾸면서 유명해졌다.
다세계 해석은 양자역학의 토대가 확립되고 나서 30년 가량이 지난 1954년 휴 에버렛 3세가 창안하였다. 1957년 프리스턴 수학과 학생이었던 에버렛은 박사 논문 주제로 이 해석을 도입하였다. 1955년 에버렛은 프리스턴 대학교 명예 교수로 있던 물리학자 존 휠러를 자신의 박사 과정 지도 교수로 바꾼 뒤 세계의 파동 함수 이론이란 주제로 자신의 졸업 논문을 쓰기 시작한다. 1956년 1월에 그는 다세계 해석으로부터 유도된 수학적 결과를 정리하여 휠러에게 제출했다. 휠러는 에버렛의 논문을 아주 좋게 평가하여, 그 해 5월에 에버렛의 아이디어에 대한 호의적인 반응을 기대하고 코펜하겐에 있는 닐스 보어를 방문하였으나 결과는 좋지 않았다. 이에 존 휠러는 에버렛이 박사 학위 논문을 수정하기를 권고했다. 1957년 3월 에버렛은 이전의 논문을 수정한 박사 학위 논문을 제출하여 4월에 심사를 통과했고, 이 논문은 그해 7월 《현대 물리학 리뷰》(영어: Review of Modern Physics)라는 학술지에 〈양자역학의 상대 상태 공식화〉란 제목으로 게재되었다 (원래 휴 에버렛이 양자 얽힘을 설명하기 위해 연관적 해석으로 제목을 지었으나 휠러는 상대 상태로 제목을 고치도록 하였다). 그러나 당시 에버렛의 논문은 커다란 호응을 얻지 못했다.
약 10년 뒤, 이 아이디어는 물리학자 브라이스 디윗에 의해 ‘상대 상태 공식화’ 또는 ‘세계 파동 함수’ 대신 ‘다세계 해석’이란 이름으로 바뀌어 많은 사람들의 전반적인 지지를 얻었다. 디윗은 대학원생 닐 그레엄의 아이디어와 휴 에버렛이 개발한 수학을 기반으로 에버렛의 해석을 발전시켰다. 디윗은 에버렛의 아이디어를 소개하는 몇 편의 논문을 발표했고, 1970년에는 이 내용을 《피직스 투데이》(영어: Physics Today)라는 학술잡지에 소개하여 물리학자들의 관심을 끌었다. 이 논문이 다세계 해석의 주요 내용을 이룬다.
그 후 에버렛의 해석은 또 달리 해석되어 ‘여러 마음 해석’이 나온다. 이 개념은 1970년 디터 체(독일어: Dieter Zeh)에 의해 처음 제시되었고, 데이비드 앨버트(영어: David Z. Albert)와 배리 로어(영어: Barry Loewer)가 ‘여러 마음 해석’이란 용어를 처음 사용하였다. 이 밖에 다세계 해석은 머리 겔만과 제임스 하틀(영어: James Hartle)에 의해 ‘여러 역사 해석’으로 발전하기도 하였으며, 최근에는 데이비드 도이치가 자신의 양자 컴퓨터에 관한 이론에서 다세계 해석의 개념을 적용하면서 다시금 많은 지지를 얻고 있다.
그 뒤 결풀림을 이용해 양자역학을 이해하려는 시도에는 많은 발전이 있었으며, 대중적으로도 널리 알려졌다. 다세계 해석은 물리학과 철학의 수많은 다우주 가설 중 하나로, 현재는 코펜하겐 해석과 함께 양자역학의 주류 해석들 가운데 하나로 자리 잡고 있다.

## 양자역학의 해석의 필요성
다른 양자역학의 해석들처럼 다세계 해석 또한 토머스 영의 이중 슬릿 실험의 영향을 받았다. 이 실험은 빛알(혹은 전자와 같은 다른 물질)을 2개의 틈새가 있는 판자를 향해 발사하여 물질이 입자성 혹은 파동성을 가지는지를 알기 위한 실험이다. 이 실험을 통해 빛알은 파동성을 가지는 물질임을 증명하였다. 그러나 그 이후 아인슈타인이 금속에 빛을 쏘아 빛이 금속 안의 전자를 튕겨내는 광전 효과를 통해 빛이 입자의 성질을 가짐을 증명해내면서 빛은 파동의 성질과 입자의 성질을 동시에 가짐이 밝혀졌다. 나아가, 루이 드 브로이는 빛 뿐만 아니라 전자도 파동의 성질을 가진다는 사실을 발견하였고, 전자에서도 빛에서와 같이 이중 슬릿 실험에서의 간섭무늬가 발생한다는 것이 밝혀지면서 이 세계의 모든 물질(물질은 전자로 이루어지므로)이 입자성과 파동성이 동시에 나타날 수 있다는 사실이 확인되었다. 이로써 양립할 수 없을 것이라 여겨지던 입자의 입자성과 파동성이 양립가능함이 증명되어 기존의 물리학적 상식은 뒤흔들리고 양자역학이 탄생하였다.
양자역학은 미시세계에서 설명되지 않는 수 많은 현상을 설명하기 위해 나왔다. 그러나 양자역학은 고전역학과 달리 확률론적 입장을 취한다. 정확한 수학 공식만 알고 있으면 미래를 예측할 수 있다고 본 고전역학과 달리, 양자역학에서는 현재 상태에 대해 정확하게 알더라도 미래에 일어나는 사실을 정확하게 예측하는 것은 불가능하기 때문에 양자역학에서 이 난점을 설명하는 해석이 필요해졌다.

### 코펜하겐 해석
양자역학을 설명하는 다양한 해석 중, 닐스 보어가 1927년 제시한 코펜하겐 해석이 가장 통상적이다. 이 해석에 따르면, 관찰자 혹은 관측자와의 상호작용이 파동함수의 붕괴를 초래하고 그에 따라 다양한 가능성의 결과들은 한 가지의 결과로 오그라든다고 설명한다. 보어와 연구자들이 내린 추론의 결과는, 전자는 ‘관측되기 전에는 파동이며 관측되면 입자가 되며 이로부터 이중 슬릿 실험에서의 간섭 무늬 현상을 설명할 수 있다는 것’이었다. 그리고 이 파동의 본질은 ‘입자가 어디서 관측될 지의 확률의 파동’이다. 파동의 본질을 ‘입자가 어디서 관측될 지의 확률의 파동’으로 보는 것은 파동이 입자처럼 특정한 지점에 위치를 잡을 수 있는 것은 아니기 때문이다.
이 외에도 프린스턴 대학교의 존 폰 노이만이 제안한 ‘프린스턴 해석’, 알베르트 아인슈타인을 중심으로 통계적으로 해석하는 것을 제안한 앙상블 해석과 숨은 변수 이론 등이 있다. 이러한 다양한 해석에 따라 양자물리학의 여러 가지 현상을 바라보는 시각이 달라진다.

### 코펜하겐 해석의 한계
역설적이게도 양자론의 주역이자 슈뢰딩거 방정식을 만든 장본인인 오스트리아의 에르빈 슈뢰딩거는 코펜하겐 해석이 도입하는 미시 입자의 확률적 해석에 반발하여 ‘슈뢰딩거의 고양이’ 사고 실험을 고안하였다. 슈뢰딩거의 고양이 사고 실험은 미시입자가 아닌 거시입자인 고양이를 코펜하겐 해석의 논리에 도입함으로써 양자론, 코펜하겐 해석의 확률적 해석이 완전하지 않다는 모순점을 지적한다.
본질적으로 이중 슬릿 실험이 관측 행위를 배제하고, 전자의 거동방식에 대한 일정한 가능성의 추론만이 가능한데다 ‘관측하지 않는 존재’에 대해 단언하는 것은 불가능하다는 점에서 코펜하겐 해석은 타당성을 확보할 수 없다. 나아가 입자라고 생각해왔던 ‘한 개의 원자’가 ‘위치가 정해져 있지 않은 채의 가능성이 서로 겹친 파동과 같은 존재’라는 코펜하겐 해석이 옳다면, 인간을 포함해 모든 물질(우주)도 ‘모든 가능성이 서로 겹쳐진 파동 같은 존재’라고 생각할 수 있다. 그러면 우주에 있는 모든 가능성은 동일한 시간과 공간 안에서 서로 겹쳐 존재하는 것이 된다.
슈뢰딩거의 고양이 사고 실험은 전자가 다중으로 존재할 수 있다는 가설로부터 고양이 역시 현실에서 다중으로 존재해야 한다는 결론은 도출해낸다. 이는 코펜하겐 해석의 모순점을 지적하는 한편, 이를 관측하는 사람 (관측자) 역시 다중으로 존재한다는 새로운 시각의 탄생을 가능케 했다. 나아가 관측 대상을 관측하는 사람이 다중으로 존재한다는 것은 내가 존재하는 세계가 다중으로 존재한다는 것이며, 결국 다세계가 존재한다는 결론을 이끌어낸다. 에버렛은 이 점에 착안해 새로운 이론을 창설해 내면서 일어날 가능성이 조금이라도 있는 사건(양자역학적 확률이 0이 아닌 사건)은 분리된 세계에서는 하나도 빠짐 없이 ‘실현’된다고 하였다.

## 다세계 해석의 주요 내용
양자역학에서, 양자 상태의 시간 변화는 슈뢰딩거 방정식과 파동 함수 붕괴(wavefunction collapse)라는 두 과정을 따른다. 다세계 해석에 따르면, 후자는 관찰자를 계에 포함시키지 않았을 때에만 적용되는, 근사적인 법칙이다. 만약 관찰자를 계의 일부로 포함시킨 경우, 관찰자를 포함한 전체 계의 상태 오직 슈뢰딩거 방정식을 따라 결정론적으로 변화한다.
일반적으로, 양자역학적 상태는 여러 준고전적 상태들의 중첩으로 나타내어진다. 다세계 해석에 따르면, 이러한 양자역학적 상태는 서로 다른 세계에 존재하는 준고전적 상태들을 나타낸다. 즉, 하나의 양자역학적 상태는 여러 세계들에 존재하는 고전적 상태들의 총체로 구성된다. 구체적으로, 이러한 여러 개의 준고전적 우주들은 양자 얽힘과 결풀림이라는 현상들로부터 발생한다.
'결풀림의 조건은 관찰로, 관찰자와 관찰 대상이 세트로 있을 때 일어나며 이 세트는 여러 세계로 나뉘어 서로 간섭할 수 없는 상태가 된다. 주의할 점은 세계가 관찰에 의해 갈라지는 것이 아니라 모든 가능성이 함께 존재하는 것으로, 세계는 처음부터 갈라져 있었고 현재 존재하는 관찰 대상이나 관찰자 역시 가능성의 일부로 봐야 한다는 점이다.

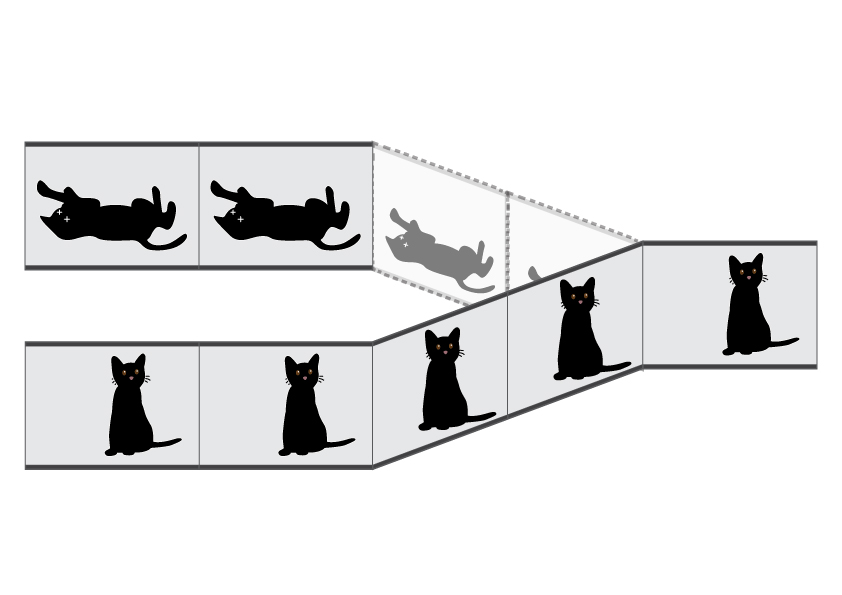
코펜하겐 해석에서는 산 고양이와 죽은 고양이의 상태가 중첩되어 있다가 관찰자의 관찰 행위로 오그라듦이 일어나 한 가지 상태만 현실화된다.

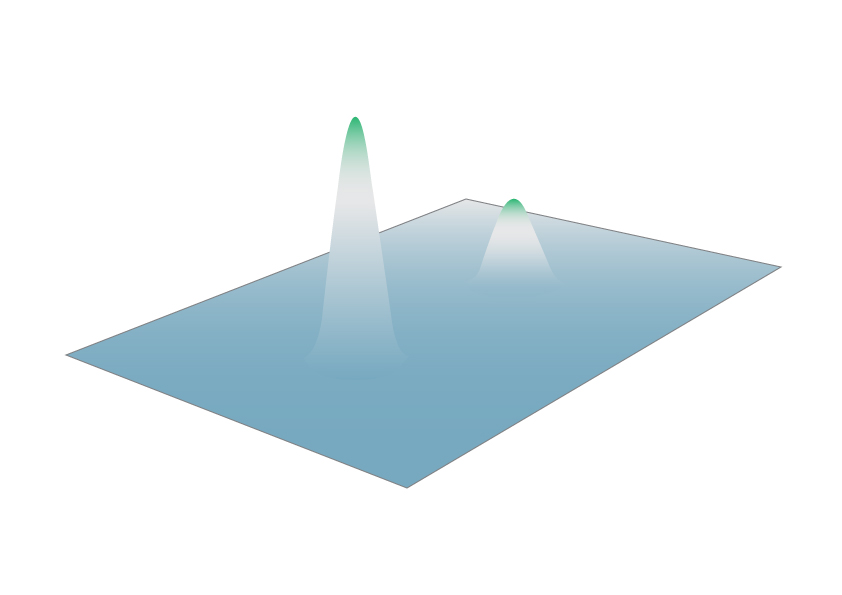
다세계 해석에서는 산 고양이, 죽은 고양이는 서로 다른 세계에서 현실화 된다. 이 다른 두 세계의 가중치를 비교할 수 없으며 두 세계는 상호작용할 수 없다.

### 양자 얽힘과 결풀림
에르빈 슈뢰딩거는 입자가 광자를 서로 연결시키는 과정에서 생겨난 입자들이나 광자들이 얽히게 될 것임을 알았고, 양자 얽힘이라는 말을 만들어냈다. 슈뢰딩거는 1926년 새로운 양자역학에서 선구적인 일을 해 내면서 양자 얽힘이 가능하다는 것을 발견했고, 1926년에 출간된 일련의 논문에서 n-입자계(n개의 입자로 구성된 계)의 양자상태가 얽힐 수 있다는 것을 알고 있었다. 그는 양자 얽힘에 관해 다음과 같이 표현했다.
| “ | 그들 각각의 표현 상태가 알려진 두 시스템이 그들 사이의 알려진 힘에 기인하여 잠시 물리적 상호 작용을 하고 서로 영향을 미치는 시간이 지난 후 다시 분리되면, 그 두 시스템은 더는 이전과 같이, 즉 그 시스템 각자에 고유한 표현 상태로 기술될 수 없다. 나는 그것을 양자역학의 한 특징이라기 보다는 유일한 특징이라고 말하고 싶다. | ” |

양자 얽힘이라는 개념은 파동의 선형성과 중첩에 모순을 일으키는 코펜하겐 해석에서 비롯한다. 코펜하겐 해석의 모호함은 파동함수의 붕괴에 있다. 슈뢰딩거 방정식의 내용 어디에도 파동 함수의 붕괴를 암시하는 부분이 없고, 파동은 선형성을 가지고 있기 때문에 최종 결과는 각 파동의 합이 되고, 파동 함수의 붕괴는 수학적으로 불가능하다. 각 파동의 합이 결과로 나타난다면 있을 수 있는 가능성들이 중첩되어 존재하는 셈이 된다. 코펜하겐 해석으로는 이중 슬릿 실험과 같은 미시세계는 설명할 수 있으나, 거시세계에서 일어나는 현상들을 설명할 수 없다. 대표적인 반례로 슈뢰딩거의 고양이 사고 실험이 있다.
이때 양자 얽힘이라는 개념을 이용하면 거시세계의 현상들도 설명할 수 있다. 양자 얽힘은 관찰자와 관찰대상을 한 세트로 보아, 관찰자인 인간 역시 관찰 대상과 같은 전자 등의 물질로 되어있으므로 관찰자에게도 양자역학의 원리를 적용해야 한다는 것이다. 이때 파동의 중첩이란 관찰자와 관찰대상이 파동의 양자 얽힘에 의한 것이며, 있을 수 있는 가능성들은 서로 합쳐지는 것이 아니라 여러 세계로 분리되어 독립적으로 실현된다.
양자 얽힘의 발생과 원리는 다음과 같다. 입자 1이 상태 {\displaystyle |a\rangle }, 상태 {\displaystyle |b\rangle }에 존재하고 (이중 슬릿 실험에서 나타났듯이 입자는 동시에 여러 위치에 존재할 수 있으므로) 입자 2가 상태 {\displaystyle |c\rangle }, {\displaystyle |d\rangle }에 존재한다고 가정하였을 때, 상태 {\displaystyle |a\rangle \otimes |b\rangle }를 일컬어 '곱 상태'라고 하며, {\displaystyle |a\rangle \otimes |b\rangle +|c\rangle \otimes |d\rangle }는 이러한 곱상태의 결합, 즉 ‘얽힌 상태’라고 한다. 곱 상태 {\displaystyle |a\rangle \otimes |b\rangle }의 경우 입자 1은 {\displaystyle |a\rangle } 또는 {\displaystyle |b\rangle }의 위치에 존재한다는 명확한 위치로 표현할 수 있으나, {\displaystyle |a\rangle \otimes |b\rangle +|c\rangle \otimes |d\rangle }와 같은 ‘얽힌 상태’는 중첩을 이루고 있기 때문에(두 곱 상태의 중첩) 위치에 명확한 성질을 부여할 수 없다. 입자1과 입자2는 얽혀있기 때문에 그 각각의 위치는 다른 입자를 참조하지 않고서 그 자신만으로 특징지을 수 없는 것이다. 즉, 양자계가 하나 이상의 입자를 갖게 되면 중첩 원리는 양자 얽힘이라는 현상을 만들어 낸다. 때문에 두 입자는 수 킬로미터, 수 광년을 떨어져 있어도 거리와 상관 없이 한 입자에서 일어나는 것은 다른 입자에도 즉각적으로 일어날 수 있어 공간적 분리라는 개념은 사라지게 된다. 즉 공간을 초월하는 얽힌 입자들은 하나의 단일한 실체로 계를 이룬다.
한편, 이중 슬릿 실험에서 전자가 어느 쪽 슬릿을 통과했는지를 확인하는 장치를 달아놓으면 간섭 무늬는 사라지고 두 슬릿의 결과를 더한 결과가 스크린에 나타난다. 이런 경우 확률파동은 '결풀림 상태'에 있다고 말한다. 결풀림 상태가 되면 두 파동은 독립적으로 진행하고 두 입자 사이에 중첩은 더 이상 일어나지 않는다. 즉, 한 세트가 하나의 결과만을 얻는 것을 설명하는 개념이 결풀림이다. 일어나는 모든 사건은 서로 상관할 수 없는 다른 세계로 나뉘고, 관찰자 역시 각 세트의 세계에서 관찰한다. 때문에 확률만큼의 가능 세계가 있으나 인식할 수 있는 사건은 언제나 하나뿐이다. 그러나 오히려 이 개념이 다세계 해석을 증명할 수 없는 문제로 만든 까닭이 되기도 한다.

### 다중 우주론
다중 우주론이란 우리가 관찰할 수 없는 또 다른 우주가 존재한다는 주장이다. 양자역학의 연구가 활발히 이루어지고 있을 무렵 다중 우주론은 급팽창 이론, 끈 이론 등의 여러 과학적 이론에 의해 대두되고 있었다. 그 가운데 다세계 해석은 다중 우주론에 큰 영향을 미쳤다고 볼 수 있다. 다세계 해석은 확률적으로 가능한 모든 세계를 인정한다. 따라서 이 논리에 따르면 자연스럽게 다중우주를 긍정할 수 있고, 그 가운데에서도 평행 우주의 개념 또한 포함된다.
양자 얽힘과 결풀림의 원리는 다세계 해석의 다중 우주의 개념을 설명한다. 관측자와 관측 장비, 그리고 그 외의 모든 것들은 관측을 기점으로 둘로 분리된다. 관측이 실행되기 전에는 하나였던 것들이 관측과 동시에 '두 개의 관측장비'와 '두 사람의 관측자', 그리고 두 세트의 '그 외의 모든 것들'로 분리된다. 이는 두 개의 실체가 공존한다는 뜻이자 두개의 우주가 공존한다는 의미이다. 그러나 각각의 세계 존재하는 관측자에게는 오직 하나의 결과만이 나타날 뿐이어서 그의 인식은 보존된다.
관측자가 x개의 피크로 이루어진 확률 파동을 관측하면 ‘x개로 갈라진 세계'로 나타난다. 각각의 세계에는 각기 다른 결과를 얻은 관측장비와 관측자가 존재한다. 그 갈라진 세계 각각에서 다시금 y개의 피크로 이루어진 또다른 확률 파동이 관측된다면 그 순간 세계는 또다시 y개로 갈라질 것이다.
그러나 주의해야 할 점은 다중 우주와 다세계 해석이 같은 개념이 아니라는 점이다. 다세계 해석이 다중우주의 존재를 지적하고 있기는 하지만 이것은 좁은 의미의 다중우주라 말할 수 있다. 실제로, 다른 과학 이론이 설명하는 다중 우주는 단순한 평행 우주의 개념을 포함하는 것뿐만 아니라 현재 우주와 물리법칙이 전혀 다른 우주, 멀리 있어서 단순히 관찰이 불가능한 공간에 존재하는 우주 등이 있다.

### 다세계 해석과 결정론 문제
양자역학이 등장하기 전, 고전역학의 시대는 결정론이 지배적이었다. 거시세계에서 일어나는 모든 물리적 현상이 뉴턴 운동 법칙 등으로 예측 가능했기 때문이다. 이 때문에 라플라스의 악마라는 개념이 등장하기도 했다. 그러나 고전역학의 법칙이 미시세계에서는 통용되지 않는다는 사실이 드러나자 결정론과 비결정론의 문제는 다시 논란이 되었다.
다세계 해석에서 결정론의 문제는 미래의 범위에 따라 달라진다. 모든 세계를 고려의 범주에 넣었을 때 미래는 결정론적이다. 현재 상황에서 가능한 모든 세계가 이미 존재하므로 세계가 결정되어 있다고 생각할 수 있는 것이다. 그러나 하나의 세계만을 두고 보았을 때는 비결정론적이라고 볼 수 있다. 하나의 세계에서는 어떤 법칙도 없이 단지 확률적으로 하나의 세계가 선택되기 때문에 어떤 미래가 존재할지 결정할 수 없기 때문이다. 그러나 하나의 세계에서도 세계가 선택될 확률만은 정해져 있다는 점에서 확률론적 결정론이 주장되기도 한다.

## 문제점

### 확률의 해석

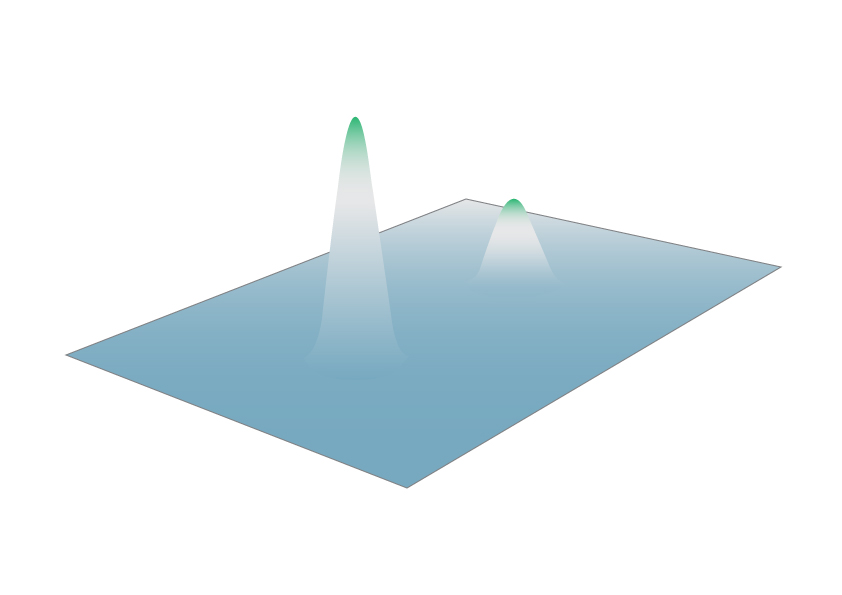
다세계 해석에서는 파동 함수의 확률만큼의 비율로 모든 세계가 현실화되므로 한 세계에서의 확률의 의미는 모호해진다.

양자역학은 이를 수학적으로 기술한 슈뢰딩거 방정식에 따라 확률론적 입장을 취한다. 슈뢰딩거 방정식은 파동 함수로 나타내어진 상태를 지닌 확률을 계산하는 함수이다. 이 때 다세계 해석에서의 파동은 모든 가능한 세계에서 그 상태가 차지하는 비율로 표현된다. 즉, 확률이 높다면 그 사건이 일어나는 세계의 수가 많다는 것을 뜻한다. 다세계 해석에서는 양자역학적 확률이 0이 아닌 모든 사건, 즉 일어날 가능성이 조금이라도 있는 사건은 분리된 세계를 통해 모두 실현된다고 설명하였다. 그러나 모든 확률의 실현된다고 한다면 하나의 세계에서 그 확률은 0 아니면 1인 셈이 되므로 그 확률의 의미가 사라진다. 즉, 모든 값들의 실현은 각각의 해들이 지닌 확률의 역할을 모호하게 하고, 양자역학의 확률적 예견의 의미 또한 무의미해진다. 다시 말하면, 양자역학에서 중요한 “확률적으로 존재한다”는 해석은 다세계 해석에서는 “모두 존재한다”는 해석으로 그 의미가 사라진다. 따라서 이 해석에 의하면 확률의 높고 낮음은 논할 수 없는 문제가 된다는 모순이 생긴다.

### 관찰 불가능

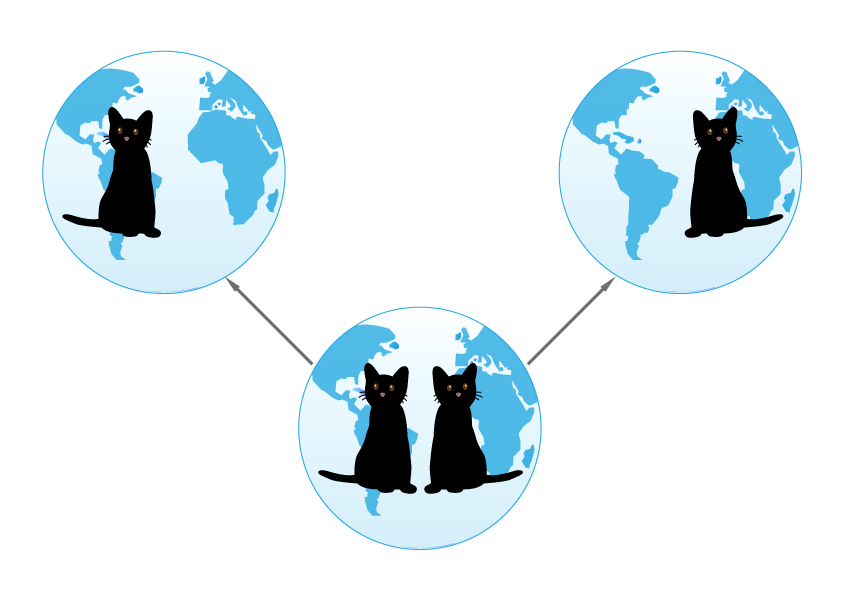
다세계 해석에서는 모든 가능성이 현실화되어 나뉘면 상호관련성을 잃게 된다. 이러한 이유로 한 세계에 존재하는 다른 세계의 존재 유무를 확인할 수 없다.

다세계 해석에 따르면, 결풀림에 의해 다세계에 살고 있는 모든 존재들은 오직 자신이 속한 단 하나의 세계만을 인식한다. 만약 한 개의 가능성밖에 인식 할 수 없다면 결국 다세계 해석이 옳은 해석이라 해도 실제로 다세계를 관찰해 이 해석의 정당성을 확인하는 것은 불가능하다. 과학 이론이 이론으로 인정받기 위해선 누구나 인정할 수 있는 수학적으로 옳고 정량적인 증명이 필요하다. 그러나 관찰 이외에 다세계의 존재를 증명할 수 있는 방법이 아직 없으며, 그것이 불가능하므로 이는 결국 이 해석이 옳은지 증명할 방법이 없다는 뜻이기도 하다. 이것이 다세계 해석이 이론이 아닌 해석으로 남아 있는 이유이기도 하다.

### 물리량 보존
다세계 해석에서는 세계가 분리되는 매 순간마다 새로운 세계를 만들어낸다. 이 때, 물리적인 대상들이 각 세계마다 중복해서 생기기 때문에 분리되는 세계의 개수만큼 물질과 에너지도 증가하게 될 것이다. 이는 상태 변화 이전과 이후에도 언제나 물리량이 같다는 물리학의 기본 법칙인 물리량 보존 법칙에 위반된다. 물론 하나의 세계에서 보면 물리량이 보존되지만, 그 기준을 어떻게 정할 것인지가 애매하다는 점 또한 문제다.

### 오컴의 면도날
우리가 보지 못 하는 수많은 세계에 대해 이야기하는 것은 오컴의 면도날의 원칙을 위배한다. 관찰할 때 세계가 분리된다면 관찰이 계속될 때마다 갈라짐과 분리가 반복되어 수많은, 혹은 무한의 세계가 실제로 생기게 되므로 이는 과학적 논리를 설명하기 위한 경제성에 맞지 않다. 그러나 봄 역학 입자의 궤적과 법칙의 존재론보다는 경제적이라는 주장이 있다.

### 정체성 문제
관찰자가 관찰을 할 때 세계가 여러 개로 분리가 된다면 어느 세계에 있는 관찰자가 100% 그 자신인 관찰자인지 알 수 없게 된다. 여기서 관찰자 자신의 정체성이 문제가 된다. 분리되기 전 그대로인 관찰자는 어느 세계에 있는지, 또는 각 세계의 합이 분리 이전의 관찰자인지 아니면 각 세계의 관찰자가 독립적인 인생을 살아가게 되는 것인지에 대한 확실한 경계가 정의되어 있지 않다.

## 같이 보기
- EPR 역설
- 양자역학
- 양자역학의 해석
- 다중우주
- 파동 함수 붕괴
- 슈뢰딩거의 고양이
- 파동 방정식